# Praecosinella
Praecosinella es un género de foraminífero bentónico considerado como nomen nudum e invalidado, aunque también considerado un sinónimo posterior de Pseudedomia de la subfamilia Rhapydionininae, de la familia Rhapydioninidae, de la superfamilia Alveolinoidea, del suborden Miliolina y del orden Miliolida. Su rango cronoestratigráfico abarcaba el Cretácico superior.

## Clasificación
En Praecosinella no se ha considerado ninguna especie.